# گلن الن (کالیفرنیا)
گلن الن، کالیفرنیا (به انگلیسی: Glen Ellen, California) یک مکان مختص سرشماری در ایالات متحده آمریکا است که در شهرستان سونوما، کالیفرنیا واقع شده‌است.

## خصوصیات
گلن الن ۵٫۴۴۸ کیلومترمربع مساحت و ۷۸۴ نفر جمعیت دارد و ۷۷ متر بالاتر از سطح دریا واقع شده‌است.